# Spalony Dwór
Spalony Dwór (německy Donnersmarck, Ottermühle, česky Spálený Dvůr) je zaniklá vesnice v jižním Polsku, v Opolském vojvodství, v okrese Prudník, ve gmině Prudník.

## Geografie
Ves ležela v Opavské pahorkatině u úpatí Zlatohorské vrchoviny.

## Historie
Anna a Marie z Metychu v roce 1829 prodaly své zadlužené panství manželce generála von Colomba, včetně zboží v Louce Prudnické, Nemyslovicích, Spáleném Dvoře a Chotimi. O rok později Colomba prodala Louku Prudnickou se statky v Nemyslovicích, Chocimi a Spáleném Dvoře Johannu Karlovi von Siedlnitzkému nositele Odřivouského erbu. Pod vedením Johanna Karla statek přinášel značný příjem. Kvůli vzpourám rolníků v Louce Prudnické v souvislosti s revolučním rokem 1848 se Johann Karel uchýlil na několik dní na Spálený Dvůr. Když se vrátil na svůj zámek v Louce Prudnické provedl reformy týkající se zrušení nevolnictví a pronájmu rolníkům.
V lednu 1945 bylo německými nacisty zavražděno 57 evakuovaných vězňů koncentračních táborů. Po skončení druhé světové války byli němečtí obyvatelé dolní části Niemysłovic přesunuti na Spálený Dvůr. Zůstali tam až do přesídlení na západ v říjnu 1945.
Po druhé světové válce se území stalo součástí Polska.